# Sierra Nevada de Mérida

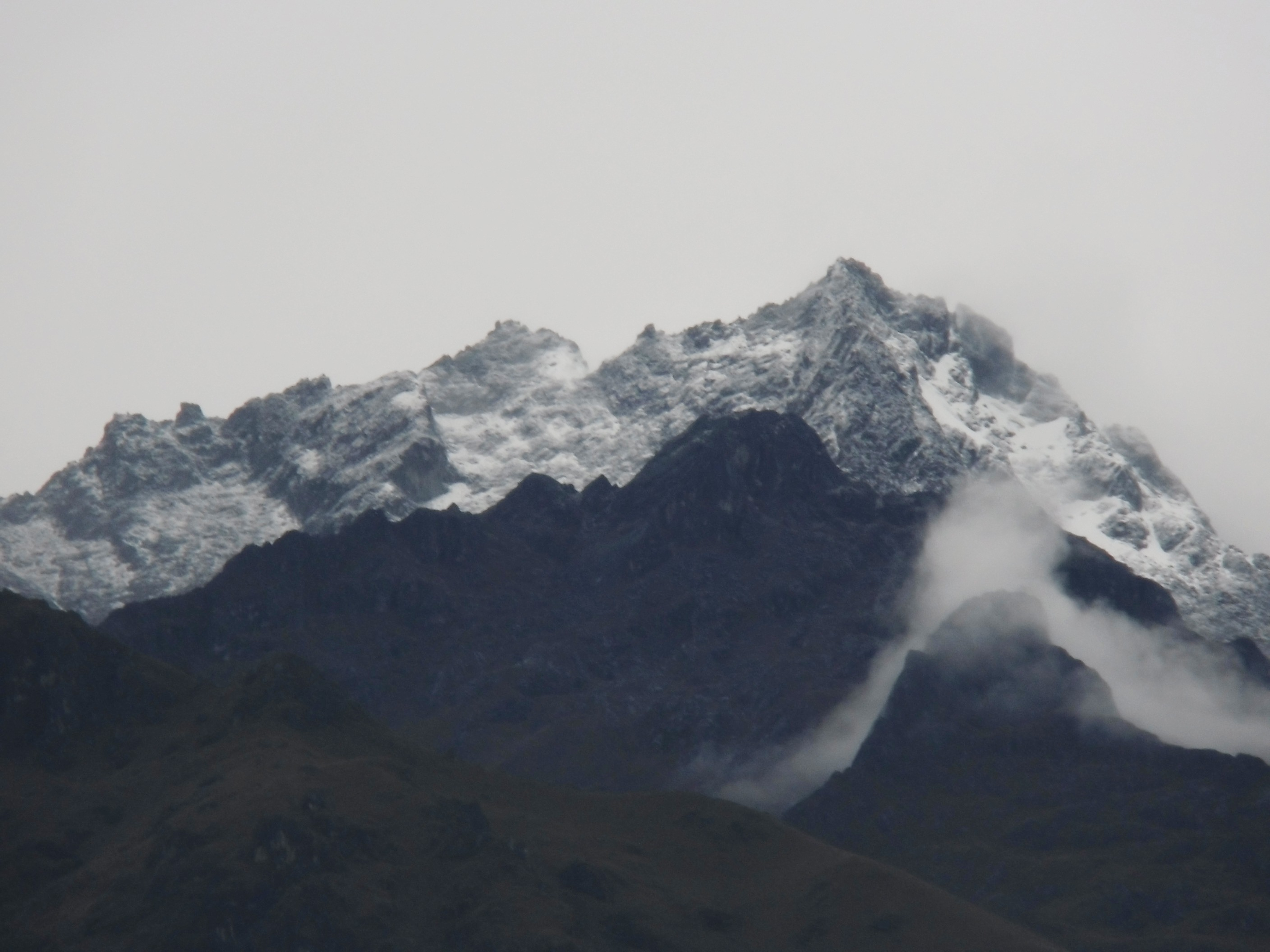
Bolivar Venezuela’s höchster Berg

Die Sierra Nevada de Mérida (allgemein Sierra de Mérida genannt) ist eine Bergkette der Anden, die den westlichen Teil Venezuelas durchquert, insbesondere die Bundesstaaten Lara, Apure, Barinas, Mérida, Táchira und Trujillo.
Innerhalb der Bergkette befinden sich wichtige Gipfel wie der Bolivar-Gipfel, Pico Bonpland und Pico Humboldt, die höchsten des Landes und im Bundesstaat Mérida gelegen.
Bis 1910 hatte das Gebiet eine Ausdehnung der Gletscher von ca. 10 km². Die globale Erwärmung hat maßgeblich den Gletscherrückgang bewirkt, so dass 2018 weniger als 0,1 Quadratkilometer überblieben.